# Reprezentacja Armenii w piłce nożnej mężczyzn
Reprezentacja Armenii w piłce nożnej – reprezentuje Armenię (niepodległość od 1992), najmniejszą z byłych republik radzieckich na arenie międzynarodowej.

## Kwalifikacje doMistrzostw Europy w Piłce Nożnej 2016

### Grupa I
| Zespół     | Pkt | M | W | R | P | Br+ | Br− | +/− |
| ---------- | --- | - | - | - | - | --- | --- | --- |
| Portugalia | 21  | 8 | 7 | 0 | 1 | 11  | 5   | +6  |
| Albania    | 14  | 8 | 4 | 2 | 2 | 10  | 5   | +5  |
| Dania      | 12  | 8 | 3 | 3 | 2 | 8   | 5   | +3  |
| Serbia     | 7   | 8 | 2 | 1 | 4 | 8   | 13  | −5  |
| Armenia    | 2   | 8 | 0 | 2 | 6 | 5   | 14  | −9  |

## Kwalifikacje doMistrzostw Świata w Piłce Nożnej 2018

### Grupa E
| Zespół     | Pkt | M  | W | R | P | Br+ | Br− | +/− |
| ---------- | --- | -- | - | - | - | --- | --- | --- |
| Polska     | 25  | 10 | 8 | 1 | 1 | 28  | 14  | +14 |
| Dania      | 20  | 10 | 6 | 2 | 2 | 20  | 8   | +12 |
| Czarnogóra | 16  | 10 | 5 | 1 | 4 | 20  | 12  | +8  |
| Rumunia    | 13  | 10 | 3 | 4 | 3 | 9   | 9   | 0   |
| Armenia    | 7   | 10 | 2 | 1 | 7 | 10  | 26  | −16 |
| Kazachstan | 3   | 10 | 0 | 3 | 7 | 5   | 23  | −18 |

| Wygrany mecz gospodarzy   |
| Remis                     |
| Przegrany mecz gospodarzy |

|            | Rumunia | Dania | Polska | Czarnogóra | Armenia | Kazachstan |
| ---------- | ------- | ----- | ------ | ---------- | ------- | ---------- |
| Rumunia    | X       | 0:0   | 0:3    | 1:1        | 1:0     | 3:1        |
| Dania      | 1:1     | X     | 4:0    | 0:1        | 1:0     | 4:1        |
| Polska     | 3:1     | 3:2   | X      | 4:2        | 2:1     | 3:0        |
| Czarnogóra | 1:0     | 0:1   | 1:2    | X          | 4:1     | 5:0        |
| Armenia    | 0:5     | 1:4   | 1:6    | 3:2        | X       | 2:0        |
| Kazachstan | 0:0     | 1:3   | 2:2    | 0:3        | 1:1     | X          |

## Kwalifikacje doMistrzostw Europy w Piłce Nożnej 2020

### Grupa J
| Zespół               | Pkt | M  | W  | R | P | Br+ | Br− | +/− |
| -------------------- | --- | -- | -- | - | - | --- | --- | --- |
| Włochy               | 30  | 10 | 10 | 0 | 0 | 37  | 4   | +33 |
| Finlandia            | 18  | 10 | 6  | 0 | 3 | 16  | 10  | +6  |
| Grecja               | 14  | 10 | 4  | 2 | 4 | 12  | 14  | −2  |
| Bośnia i Hercegowina | 13  | 10 | 4  | 1 | 5 | 20  | 17  | +3  |
| Armenia              | 10  | 10 | 3  | 1 | 6 | 14  | 25  | −11 |
| Liechtenstein        | 2   | 10 | 0  | 2 | 8 | 2   | 31  | −29 |

|                      | Włochy | Bośnia i Hercegowina | Finlandia | Grecja | Armenia | Liechtenstein |
| -------------------- | ------ | -------------------- | --------- | ------ | ------- | ------------- |
| Włochy               | X      | 2:1                  | 2:0       | 2:0    | 9:1     | 6:0           |
| Bośnia i Hercegowina | 0:3    | X                    | 4:1       | 2:2    | 2:1     | 5:0           |
| Finlandia            | 1:2    | 2:0                  | X         | 1:0    | 3:0     | 3:0           |
| Grecja               | 0:3    | 2:1                  | 2:1       | X      | 2:3     | 1:1           |
| Armenia              | 1:3    | 4:2                  | 0:2       | 0:1    | X       | 3:0           |
| Liechtenstein        | 0:5    | 0:3                  | 0:2       | 0:2    | 1:1     | X             |

## Historia
Po uzyskaniu niepodległości podupadł klub Ararat Erywań, który zajmował wysokie miejsca w Wyższej Ligi ZSRR, szczególnie w latach 70. Do jego największych sukcesów należy dublet z 1973 roku (mistrzostwo i Puchar ZSRR) oraz ćwierćfinał Pucharu Mistrzów 1974–1975. W reprezentacji Związku Radzieckiego grywało wielu zawodników Araratu, m.in. Arkadij Andreasian (12 meczów, 1 gol), Nazar Petrosian (3 mecze), czy Choren Oganesian (34 meczów, 6 goli).
Obecnie drużyna narodowa składa się z wielu zawodników występujących na co dzień w rodzimej lidze. Grają w niej jednak także piłkarze z ligi rosyjskiej czy ukraińskiej. W przeszłości barwy Armenii reprezentowali gracze mający ormiańskie korzenie, a sprowadzeni z Francji – Michel Der-Zakarian i Éric Assadourian (szefowie federacji namawiali również Alaina Boghossiana, który jednak wybrał Francję i został z nią mistrzem świata).
Z kadrą Armenii pracowało wielu obcokrajowców, m.in. Argentyńczyk, Rumun, Holender, Francuz, a od sierpnia 2006 do września 2007 roku szkoleniowcem drużyny narodowej był Szkot Ian Porterfield. Kiedy w marcu 2007 roku wykryto u niego raka jelita grubego zawiesił swoje obowiązki. Przez trzy miesiące tymczasowo zastępował go Samwel Petrosjan. Pod opieką Porterfielda Ormianie w eliminacjach do Euro 2008 wygrali m.in. z Polską oraz zremisowali z Portugalią, Serbią i Finlandią. 13 czerwca 2007 reprezentacja Armenii awansowała o 48 pozycji w rankingu FIFA. Zajęła 80. miejsce, dzięki zwycięstwom nad Kazachstanem i Polską w eliminacjach do Euro 2008. Mimo to nie awansowali na Mistrzostwa Europy.
Od stycznia 2008 roku do 2009 roku trenerem reprezentacji był Duńczyk Jan Børge Poulsen, który w 1992 roku, kiedy reprezentacja Danii wygrywała mistrzostwa Europy, był asystentem Richarda Møllera Nielsena. Następnie Ormianie byli prowadzeni kolejno przez Wartana Minasjana, Bernarda Challandesa, Sarkisa Howsepiana i Warużana Sukiasjana. Ten ostatni prowadził już reprezentację narodową w latach 2000–2002. Po przegranym 1:2 meczu z Polską w meczu eliminacyjnym do MŚ 2018 w Rosji podał się do dymisji. Następnie zespół trenował Artur Petrosjan. Po swojej rezygnacji w kwietniu 2018 roku stery reprezentacji przejął ponownie Minasjan. Zaledwie pół roku później w październiku 2018 roku nastąpiła kolejna zmiana trenera. Został nim Armen Giulbudaghianc.
24 stycznia 2018 odbyło się losowanie nowo powstałej Ligi Narodów UEFA. Ormianie znaleźli się w Dywizji D grupie czwartej razem z Macedonią, Liechtensteinem i Gibraltarem.

## Udział wMistrzostwach Świata
- 1930–1994 – Nie brała udziału (była częścią ZSRR)
- 1998–2022 – Nie zakwalifikowała się

## Udział wMistrzostwach Europy
- 1960–1992 – Nie brała udziału (była częścią ZSRR)
- 1996–2024 – Nie zakwalifikowała się

## Rekordziści
Kolorem niebieskim zaznaczono wciąż aktywnych piłkarzy
| Lp. | Nazwisko            | Lata gry w kadrze | Mecze | Bramki |
| --- | ------------------- | ----------------- | ----- | ------ |
| 1.  | Sarkis Howsepian    | 1992–             | 127   | 2      |
| 2.  | Henrich Mychitarian | 2007–             | 95    | 32     |
| 3.  | Roman Berezowski    | 1996–             | 71    | 0      |
| 4.  | Artur Petrosjan     | 1992–2004         | 69    | 11     |
| 5.  | Kamo Howhannisjan   | 2012–             | 65    | 2      |
| 6.  | Harutjun Wardanjan  | 1994–2004         | 63    | 1      |
| 7.  | Hamlet Mychitarian  | 1994–2008         | 55    | 2      |
| 8.  | Romik Chaczatrjan   | 1997–2008         | 55    | 1      |
| 9.  | Armen Szachgeldjan  | 1992–2007         | 54    | 6      |
| 10. | Artur Woskanian     | 1999–             | 54    | 1      |
| 11. | Robert Arzumanian   | 2005–             | 52    | 4      |
| 12. | Artawazd Karamian   | 2000–             | 50    | 2      |

| Lp. | Nazwisko            | Lata gry w kadrze | Bramki | Mecze |
| --- | ------------------- | ----------------- | ------ | ----- |
| 1.  | Henrich Mychitarian | 2007–             | 32     | 95    |
| 2.  | Artur Petrosjan     | 1992–2004         | 11     | 69    |
| 3.  | Tigran Barseghian   | 2016–             | 8      | 44    |
| 4.  | Ara Hakopian        | 1998–             | 7      | 42    |
| 4.  | Marcos Pizzelli     | 2008–             | 7      | 21    |
| 6.  | Armen Szachgeldjan  | 1992–2007         | 6      | 54    |
| 6.  | Edgar Manuczarian   | 2004–             | 6      | 35    |
| 6.  | Gework Ghazarian    | 2007–             | 6      | 25    |
| 9.  | Arman Karamian      | 2000–             | 5      | 49    |
| 10. | Tigran Jesajan      | 1996–1999         | 4      | 21    |
| 10. | Robert Arzumanian   | 2005–             | 4      | 52    |
| 10. | Jura Mowsisjan      | 2010–             | 4      | 14    |

## Trenerzy reprezentacji Armenii
- 1992–1994 –  Eduard Markarow
- 1995–1996 –  Samwel Darbinjan
- 1996–1997 –  Choren Oganesian
- 1998–1999 –  Suren Barsegjan
- 2000–2002 –  Warużan Sukiasjan
- 2002 –  Andranik Adamian (tymczasowo)
- 2002–2003 –  Oscar Lopez
- 2003 –  Andranik Adamian (tymczasowo)
- 2003–2004 –  Mihai Stoichiţă
- 2004–2005 –  Bernard Casoni
- 2005–2006 –  Henk Wisman
- 2006 –  Samwel Darbinjan
- 2006–2007 –  Ian Porterfield
- 2007 –  Samwel Petrosjan (tymczasowo)
- 2007 –  Ian Porterfield
- 2007 –  Wartan Minasjan (tymczasowo)
- 2008–2009 –  Jan Børge Poulsen
- 2009–2014 –  Wartan Minasjan
- 2014–2015 –  Bernard Challandes
- 2015 –  Sarkis Howsepian
- 2015–2016  Warużan Sukiasjan
- 2016–2018  Artur Petrosjan
- 2018 –  Wartan Minasjan
- 2018–2019 –  Armen Giulbudaghianc